# یک روز دیگر
یک روز دیگر چهارمین فیلم سینمایی حسن فتحی است که در سال ۱۳۹۰ ساخته شده‌است. این فیلم در کشور فرانسه و به زبان فرانسوی ساخته شده‌است و در مرحله پس از تولید ، دوبله فارسی شد   هنوز این فیلم اکران عمومی نشده است  قرار بود این فیلم در سال نود و یک اکران شود اما به دلیل ساخت شهرزاد ، مراحل فنی اش به اتمام نرسید . سپس در سال نود و هفت  پس از پخش  خانگی سریال شهرزاد زمزمه های اکران این فیلم پررنگ شد ولی در نهایت این اتفاق رخ نداد

## عوامل
- مدیرفیلمبرداری: محمود کلاری
- تدوین: هایده صفی‌یاری
- مدیرتولید: سحر صباغ‌سرشت
- طراح صحنه و لباس: فرهاد ویلکیجی
- نورپرداز: کوهیار کلاری
- موسیقی متن: فردین خلعتبری
- طراح گریم: استفانیه اوریلاد
- عکاس: بوریس ویلنسکی
- تهیه‌کننده: جلال شمسیان

## خلاصه فیلم
داستان «یک روز دیگر» در شهر پاریس می گذرد. ۷ هزار یورو که برای سیاوش و مادرش است و در یک پاکت قهوه ای قرار دارد گم می شود. این پول به دست آدم های مختلفی با نژادها و مذهب های گوناگون می افتد از جمله یک نفر که سابقا بوکسور سنگین وزن بوده، یک مهاجر غیرقانونی و دختری جوان به نام مارتا. هر کس از ۷۰۰۰ یورو استفاده ای می کند اما این پول در نهایت به دست صاحبان اصلی اش می رسد. 